# Submarino U-457
El submarino alemán U-457 fue un submarino tipo VIIC perteneciente a la Kriegsmarine de la Alemania nazi durante la Segunda Guerra Mundial.
Realizó tres patrullajes en los que hundió dos barcos y dañó únicamente uno.
Fue hundido el 16 de septiembre de 1942 al noreste del Cabo Norte, en el norte de Noruega, por un buque de guerra británico.

## Diseño
Los submarinos alemanes Tipo VIIC fueron precedidos por los submarinos más cortos Tipo VIIB. El U-457 tenía un desplazamiento de 769 toneladas (756,9 LT) cuando estaba en la superficie y 871 toneladas (857,2 LT) mientras estaba sumergido. Tenía una longitud total de 67,1 m (220' 1,70"), una eslora de casco presurizado de 50,5 m (165' 81/5"), una viga de 6,2 m (20' 4,10"), una altura de 9,6 m (31' 6"), y un calado de 4,74 m (15' 63/5"). El submarino estaba propulsado por dos motores diésel sobrealimentados Germaniawerft F46 de cuatro tiempos y seis cilindros . produciendo un total de 2800 a 3200 caballos de fuerza métricos (2060 a 2350 kW; 2760 a 3160 shp) para uso en superficie, dos motores eléctricos de doble efecto Siemens-Schuckert GU 343/38–8 que producen un total de 750 caballos de fuerza métricos (550 kW ; 740 shp) para usar mientras está sumergido. Tenía dos ejes y dos hélices de 1,23 m (4 pies ) . El submarino era capaz de operar a profundidades de hasta 230 metros (750 pies). 
El submarino tenía una velocidad máxima en superficie de 17,7 nudos (32,8 km/h; 20,4 mph) y una velocidad máxima sumergida de 7,6 nudos (14,1 km/h; 8,7 mph).  Cuando estaba sumergido, el submarino podía operar durante 80 millas náuticas (150 km; 92 mi) a 4 nudos (7,4 km/h; 4,6 mph); cuando salió a la superficie, podía viajar 8.500 millas náuticas (15.700 km; 9.800 mi) a 10 nudos (19 km / h; 12 mph). El U-601 estaba equipado con cinco tubos lanzatorpedos de 53,3 cm (21 pulgadas) (cuatro instalados en la proa y uno en la popa), catorce torpedos , un cañón naval SK C/35 de 8,8 cm (3,46 pulgadas) , 220 proyectiles y un cañón de 2 Cañón antiaéreo C/30 de cm (0,79 pulgadas) . El barco tenía una dotación de entre cuarenta y cuatro y sesenta.

## Historial de servicio
El submarino se colocó el 26 de octubre de 1940 en el Deutsche Werke, Kiel, como astillero número 288, se botó el 4 de octubre de 1941 y se puso en servicio el 5 de noviembre bajo el mando de Korvettenkapitän Karl Brandenburg.
Sirvió con la 6.ª Flotilla de submarinos desde el 5 de noviembre de 1941 para su entrenamiento y con la 11.ª flotilla desde el 1 de julio de 1942 para operaciones.

### Primera patrulla
La primera patrulla del U-457 estuvo precedida por dos patrullajes cortos desde Kiel a Trondheim en Noruega. La patrulla en sí comenzó con su salida desde Trondheim el 28 de junio de 1942.
El submarino hundió el 4 de julio al Christopher Newport a 35 millas náuticas (64,8 km) al este de Bear Island. El barco, del malogrado convoy PQ 17, ya había sido alcanzado por un torpedo aéreo en el Mar de Barents . Un torpedo del submarino británico P-614 no logró hundir a la nave; pero uno del U-457 tuvo éxito.
Luego, el submarino hundió el petrolero RFA Aldersdale el 7 de julio de 1942; después de que el buque mercante, también miembro de la PQ 17, fuera bombardeado. El U-457 se encontró con el petrolero abandonado y después de disparar 75 rondas con su cañón de cubierta, acabó con el en un naufragio de un solo torpedo.

### Segunda patrulla
Su segunda incursión transcurrió relativamente sin incidentes reportados: comenzó en Narvik, en Noruega, el 8 de agosto de 1942 y terminó en Trondheim el 7 de septiembre.

### Tercera patrulla y hundimiento
Durante su segundo recorrido el submarino logró dañar al petrolero británico Atheltemplar del Convoy PQ 18 el 14 de septiembre de 1942 al sur de Spitsbergen (Svalbard). El U-457 fue hundido el día 16, dos días después, por cargas de profundidad del destructor británico HMS Impulsive
Cuarenta y cinco hombres murieron en el U-457 ; no hubo supervivientes.

### Manadas de lobos
El U-457 participó en dos manadas de lobos, las cuales fueron:
- Eisteufel (30 de junio - 12 de julio de 1942)
- Trägertod (12 - 16 de septiembre de 1942)

## Resumen de la historia de las incursiones
| Fecha                    | Nombre del barco  | Nacionalidad              | Tonelaje | Destino |
| ------------------------ | ----------------- | ------------------------- | -------- | ------- |
| 4 de julio de 1942       | cristobal newport | Estados Unidos            | 7,191    | Hundido |
| 7 de julio de 1942       | RFA Aldersdale    | Auxiliar de la Flota Real | 8,402    | Hundido |
| 14 de septiembre de 1942 | Atheltemplar      | Reino Unido               | 8,939    | Dañado  |